# Sport Huancayo
Club Sport Huancayo ist ein peruanischer Fußballverein aus der Stadt Huancayo in der Provinz Junín. Der Verein wurde 2007 gegründet und spielt in der Primera División.

## Geschichte
Am 7. Februar 2007 wurde der Huancaína Sport Club durch die Initiative einer von Raúl Rojas und Édgar Araníbar geleiteten Bierfirma gegründet, die die Spielrechte des Club Escuela de Fútbol Huancayo erwarb, der zu dieser Zeit in der Liga Distrital de El Tambo spielte. Im Jahr 2008 änderte der Verein seinen Namen in Sport Huancayo, um sich stärker mit der Stadt Huancayo zu identifizieren. 2009 stieg der Verein erstmals in die Primera División auf, welche die höchste Spielklasse des Landes darstellt. 2010 qualifizierte der Verein sich das erste Mal für die Copa Sudamericana und zwei Jahre später das erste Mal für die Copa Libertadores.

## Erfolge

### National
- Copa Perú: 2008[2]